# Aérodrome de Brioude - Beaumont
L’aérodrome de Brioude - Beaumont (code OACI : LFHR) est un aérodrome ouvert à la circulation aérienne publique (CAP), situé sur la commune de Beaumont à 2,5 km au nord-nord-ouest de Brioude dans la Haute-Loire (région Auvergne-Rhône-Alpes, France).
Il est utilisé pour la pratique d’activités de loisirs et de tourisme (aviation légère et aéromodélisme).

## Installations
L’aérodrome dispose de deux pistes en herbe orientées sud-nord :
- une piste 15L/33R longue de 870 mètres et large de 50 ;
- une piste 15R/33L longue de 970 mètres et large de 80, accolée à la première et réservée aux planeurs.

Les pistes sont drainées depuis 2014, grâce à d’importants travaux. Les 2 pistes sont utilisables tout temps.
L’aérodrome n’est pas contrôlé. Les communications s’effectuent en auto-information sur la fréquence de 123,500 MHz.
S’y ajoutent :
- une aire de stationnement ;
- des hangars ;
- une station d’avitaillement en carburant (100LL) et en lubrifiant ;
- un camping avec eau, électricité, bloc sanitaire, WIFI ;
- un restaurant[2].

## Activités
- Aéro-club Avion, Planeur, ULM ;
- Ecole de pilotage Avion, Planeur, ULM ;